# Лейк-Сіті (Мічиган)
Лейк-Сіті (англ. Lake City) — місто (англ. city) в США, в окрузі Міссокі штату Мічиган. Населення — 829 осіб (2020).

## Географія
Лейк-Сіті розташований за координатами 44°19′47″ пн. ш. 85°12′31″ зх. д. / 44.32972° пн. ш. 85.20861° зх. д. (44.329720, -85.208480).  За даними Бюро перепису населення США в 2010 році місто мало площу 2,71 км², уся площа — суходіл.

## Демографія
Згідно з переписом 2010 року, у місті мешкало 836 осіб у 337 домогосподарствах у складі 216 родин. Густота населення становила 308 осіб/км².  Було 489 помешкань (180/км²).
Расовий склад населення:
| - 95,2 % — білих - 1,7 % — корінних американців - 1,2 % — чорних або афроамериканців - 0,7 % — азіатів |

До двох чи більше рас належало 1,2 %. Частка іспаномовних становила 2,9 % від усіх жителів.
За віковим діапазоном населення розподілялося таким чином: 23,4 % — особи молодші 18 років, 57,3 % — особи у віці 18—64 років, 19,3 % — особи у віці 65 років та старші. Медіана віку мешканця становила 40,5 року. На 100 осіб жіночої статі у місті припадало 104,9 чоловіків;  на 100 жінок у віці від 18 років та старших — 101,3 чоловіків також старших 18 років.
Середній дохід на одне домашнє господарство  становив 43 268 доларів США (медіана — 32 614), а середній дохід на одну сім'ю — 51 828 доларів (медіана — 41 250). Медіана доходів становила 33 636 доларів для чоловіків та 23 304 долари для жінок. За межею бідності перебувало 35,2 % осіб, у тому числі 48,2 % дітей у віці до 18 років та 19,4 % осіб у віці 65 років та старших.
Цивільне працевлаштоване населення становило 383 особи. Основні галузі зайнятості: роздрібна торгівля — 23,8 %, виробництво — 19,1 %, мистецтво, розваги та відпочинок — 15,7 %, освіта, охорона здоров'я та соціальна допомога — 13,8 %.